# Якутия (газета)
«Якутия» — республиканская общественно-политическая газета на русском языке, учрежденная в марте 1917 года. Первый номер вышел в печать 18 марта (31 марта) 1917 года. В советское время являлась печатным органом Якутского обкома КПСС, Верховного Совета и Совета Министров Якутской АССР. В настоящее время учредителем газеты является Правительство Республики Саха (Якутия).

## Общие сведения
Первый номер газеты «Социал-демократ», которая считается предшественником «Якутии», вышел 18 марта (31 марта) 1917 года. С тех пор этот день является официальным днем рождения главного печатного издания республики. Тираж был небольшим – до 500 экземпляров.
Годы острой политической борьбы, гражданской войны в полной мере отразились на издании. Был период, когда газета издавалась в подполье, менялись редакционный состав и названия.
К началу 1930-х годов издание значительно окрепло, в коллективе появились профессиональные журналисты. Об этом говорит многообразие форм в подаче информации. Начинают выходить аналитические материалы, авторские размышления по поводу тех или иных событий: очерки, зарисовки, корреспонденции, рецензии. Цель подобных материалов – формирование мнения читателя на происходящее. Газета начинает уходить от узкопартийных рамок, появляются художественно-публицистические материалы: фельетоны, памфлеты, стихи, рассказы.
В 1975 году тираж газеты «Социалистическая Якутия» составлял 61 тыс. экземпляров. В 2010 году полный тираж 1 573 204 экземпляра при 242 номерах.
В 1967 году награждена орденом «Знак Почёта».
В августе 1991 года страна вновь оказалась на разломе эпох, и этот период вполне мог поставить точку в истории газеты. Но в дело вмешалась редакция, сам коллектив. Лишившись слова «Социалистическая» в названии и учредителя в виде Обкома КПСС, издание продолжило жить и работать. 30 августа 1991 г. состоялось заседание Президиума Совета Министров Якутской-Саха ССР, на котором были рассмотрены заявления журналистских коллективов «Социалистической Якутии» и «Кыым» на регистрацию учрежденных ими газет. Решением правительства коллектив признали учредителем народной газеты «Якутия».
В 1993 году вновь произошла реорганизация, в результате которой была создана газета «Республика Саха». Как говорилось в официальном постановлении Президента РС(Я) М.Е. Николаева, «с учетом новой общественно-политической ситуации, сложившейся после событий 3-4 октября 1993 года, и в целях уменьшения расходов на издание республиканских газет», на базе редакций «Советов Якутии» и «Якутии» стала выпускаться «Республика Саха».
С 2012 года газета «Якутия» входит в состав Республиканского информационно-издательского холдинга «Сахамедиа», созданный под руководством известного в Республике Саха (Якутия) организатора СМИ, поэта, журналиста и предпринимателя Кирилла Викторовича Алексеева (1 июня 1969 — 8 марта 2018 гг.). 13 декабря 2021 генеральным директором РИИХ «Сахамедиа» назначен Колесов Виктор Джамаханович.
Редакция размещается на третьем этаже трехэтажного здания «Дом печати», построенном в начале 1980-х годов, по адресу: г. Якутск, ул. Орджоникидзе, 31.

#### Хронология переименований[4]
- 1917, март — «Социал-демократ»
- 1920, март — «Якутская правда»
- 1920, июнь — «Красный Север»
- 1920, сентябрь — «Ленский коммунар»
- 1922, — «Автономная Якутия»
- 1932, июль — «Социалистическая Якутия»
- 1991, август — «Якутия»
- 1993, октябрь — «Республика Саха»
- С марта 1997 года — «Якутия».

## Главные редакторы «Якутии»
1. 1917, «Социал-демократ» — Миней Израилевич Губельман (Емельян Ярославский), Григорий И. Охнянский, Виктор Ильич Бик
2. 1920, «Якутская правда», «Красный Север» — Пекарский А.А.
3. 1920—1922, «Красный Север», «Ленский коммунар» — Вадим Бик, Михаил Песецкий, Максим Кирович Аммосов
4. 1922—1924, «Ленский коммунар», «Автономная Якутия» — Ян Янович Крумин
5. 1924—1926, «Автономная Якутия» — Александр Евгеньевич Кугаевский
6. 1926—1929, Редакционный совет: В.Брусенин, Я.Крумин, М.Кротов, В.Бик, Е.Зеликсон, А.Кугаевский, А.Кремнев, И.Модзалевский, А.Карнит
7. 1929—1930 — Ян Янович Крумин
8. 1931 — Потапов С.Г.
9. 1932, «Социалистическая Якутия» — Чертов А.Б.
10. 1933—1935 — Сухушин И.К.
11. 1935—1939 — Егоров И.А.
12. 1939,— Полуэктов И.И.
13. 1939—1940 — Артемов И.П.
14. 1940—1943 — Родохлеб М.Ф.
15. 1944 — Ханов П.Н.
16. 1945—1946 — Гершман М.Е.
17. 1946—1952 — Макаров В.Г.
18. 1952—1959 — Борис Тимофеевич Баблюк
19. 1959—1962 — Василий Александрович Самородский
20. 1962—1965 — Кирилл Егорович Габышев
21. 1965—1970 — Иван Александрович Аргунов
22. 1970—1978 — Олег Дмитриевич Якимов
23. 1978—1980,— Антропова А.А.
24. 1980—1991 — Олег Дмитриевич Якимов
25. 1991—2001, «Якутия», «Республика Саха», «Якутия» —  Эдуард Михайлович Рыбаковский
26. 2001—2002  — Олег Новомирович Емельянов
27. 2002—2003 — Алексей Сергеевич Чертков
28. 2003—2009 — Владимир Николаевич Фёдоров
29. 2009—2012 — Ирина Дмитриевна Лихау
30. 2013—2015 — Евгений Юрьевич Грибчатов
31. 2016—2017 — Виталий Валерьевич Андрианов
32. 2017—2019 — Федор Николаевич Григорьев
33. 2019—2022 — Елена Юрьевна Карпова
34. с 2023 — Матрена Васильевна Кондратьева